# Lucien Fenaux
 (novembre 2016).
Si vous disposez d'ouvrages ou d'articles de référence ou si vous connaissez des sites web de qualité traitant du thème abordé ici, merci de compléter l'article en donnant les références utiles à sa vérifiabilité et en les liant à la section « Notes et références ».
Lucien Alexandre Maurice Fenaux, né le 6 août 1911 à Hazebrouck, et mort le 1er août 1969 à Neuville-aux-Bois (Loiret), est un sculpteur français.

## Biographie
Lucien Fenaux étudie la sculpture à l'école des beaux-arts de Lille dans l'atelier d'Aimé Blaise, avant d'être admis à l'École des beaux-arts de Paris dans les ateliers de Paul Landowski et de Marcel Gaumont. En 1938, il obtient le second prix de Rome, puis le premier prix en 1943. À la fin de la Seconde Guerre mondiale, il est pensionnaire de la villa Médicis à Rome de 1946 à 1947. Il séjourne ensuite à la Casa de Velázquez à Madrid de 1949 à 1950.

## Œuvres dans les collections publiques

Mémorial national de la déportation (1959), Natzwiller, camp de concentration de Natzwiller-Struthof.

- Aunay-sur-Odon, église : maître-autel, baptistère, statue de Marie et du Sacré-Cœur, années 1950.
- Illkirch-Graffenstaden : Monument aux morts, 1953.
- Lille, palais des beaux-arts :
  - La Sagesse, années 1950, bronze doré ;
  - Les Haleurs, bas-relief en bronze ;
  - Jeune Femme à la fleur, bronze.
- Natzwiller, camp de concentration de Natzwiller-Struthof : Mémorial national de la déportation, 1959[3].
- Strasbourg : église Saint-Étienne, portail d'entrée (quatre Évangélistes et leurs symboles), 1961-1963